# Afoxé Maxambomba
Afoxé Maxambomba é uma agremiação cultural e carnavalesca, da modalidade Afoxé, com sede em Nova Iguaçu, RJ. Além de promover atividades culturais ligadas à Consciência Negra, participa todos os anos dos desfiles do Carnaval de Nova Iguaçu.
Presidido por Arlene do Katendê, é considerado o maior bloco afro da Baixada Fluminense.